# Aguila Saleh Issa
Aguila Saleh Issa (arabiska  : عقيلة صالح عيسى), född 11 januari 1944 Al Qubbah, Libyen, är en libysk jurist och politiker och ordförande i det libyska representanthuset sedan 5 augusti 2014. Han är också representant för staden Al Qubbah i östra delen av landet. 

## Biografi
Saleh Iissa ses som en legalist och hade många funktioner inom rättsväsendet under den tidigare härskaren Muammar Gaddafi. I juni 2014 valdes han in i representanthuset, som ersätter den tidigare General National Congress (GNC) i ett land där rivaliserande miliser har vänt sina två största städer till slagfält.
Den 20 februari 2015 var Issas bostad mål för bombningar av ISIS militanta grupp. I vad som blev känt som bombningarna i Al Qubbah, riktades bomber också mot en bensinstation och en polisstation. Det var en av de dödligaste attackerna i Libyen sedan slutet av inbördeskriget 2011 och resulterade i totalt minst 40 dödsoffer, även om det var oklart hur många dog i attacken på hans bostad. ISIS sade att attackerna utfördes som vedergällning för den egyptiska militär intervention i Libyen 2015.